# Тышкевич, Бенедикт Генрик
Бенедикт Генрих Тышкевич (пол. Benedykt Henryk Tyszkiewicz; 11 декабря 1852, Нямежис — 13 мая 1935, Ментона, Франция) — польский фотограф, помещик, граф, папский казначей. Был награжден Большим Крестом Ордена Пия IX. Почетный член ассоциации Святого Казимира в Париже.

## Детство
Представитель польского дворянского рода Тышкевичей герба «Лелива». Сын графа Михала Тышкевича (1824—1854) и Марии Ванды Тышкевич (1833—1860). После преждевременной смерти родителей (оба умерли от туберкулеза), с 8 лет его воспитанием занимался Бенедикт Тышкевич (1801—1866), дед по материнской линии, меценат и коллекционер, владелец Красного Двора, маршал Ковенской губернии.

## Спортивные увлечения

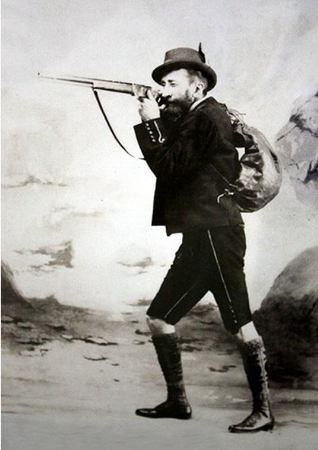
Бенедикт Генрик Тышкевич, автопортрет с ружьем

В первые годы своей жизни спортивные интересы графа Тышкевича выражались в путешествии по Сене на корабле, принадлежащем его деду Бенедикту, а также поездке в США, где в Бостоне он установил контакты с семьей богатых владельцев морских судов Пибоди. Бенедикт тогда развил не только парусные страсти, но также (в 1874 году) женился на представителе этой семьи, молодой Кларе Елизавете Банкрофт.
В 1875 году парижский архитектор Жак Огюст Норман разработал за счет графа «яхта его мечты» (длиной 42,2 метра и шириной 7,2 метра), который в честь, принадлежащих Бенедикта имений на Литве и Жемайтии он был назван «Жемайтия». Граф планировал путешествовать по миру на своей яхте, удостоенной награды на всемирной выставке в Париже (в 1878 году). Из-за начавшейся русско-турецкой войны он смог достичь только Гибралтара и Алжира. В 1881 году граф фигурировал в кругу членов Комитета Ниццкой Регаты.
Во время своих пребываний в Литве оставался меценатом польских спортивных организаций, а также способствовал созданию гимнастического общества Сокол.

## Фотография
Тышкевич дебютировал в 1876 году на выставке в Филадельфии, где представил репортаж из поездки в Алжир. В Польше его работы были представлены в 1894 году. Его наследие составляют фотографии из зарубежных поездок, а также произведения, созданные в ателье, в основном портреты. Его творчество пользовалась международным признанием, в 1899 году он получил золотую медаль на выставке в Берлине. Был членом парижской Фото-Клуба. Работы художника и большинство активов погибли во время Первой мировой войны.
Уцелевшие фотографии находятся в распоряжении музея Nicéphore Niepce в Шалон-сюр-Соне во Франции и были выставлены в Литве в 1999 году.

## Коллекционирование
Бенедикт Тышкевич, как и другие представители его семьи, в том числе и дед Михал, оставался коллекционером и меценатом. Коллекция Тышкевичей из Красного Двора, владельцем которого был Тышкевич, был одним из самых богатых семейных архивов в Литве. Коллекция насчитывала 20 000 документов, 12 000 писем, более 10 000 томов книг. Для этого в коллекции в замке Красный Двор под Каунасом была богатая галерея картин польских и иностранных художников Каналетто, Баччарелли, Чеховича, Ваньковича, Рустема, коллекция слуцких ремней (уничтожена во время Варшавского восстания), гобелены и макат. Бенедикт Генрих Тышкевич прославился также в качестве покупателя картины «Стефан Баторий под Псковом» Яна Матейко за 60 000 франков, которая украсила одну из комнат в особняке в Красном Дворе.
Бенедикт Тышкевич был человеком чрезвычайно богатым, выражением чего были не только многочисленные путешествия, но также устройство резиденции в городе Вялое в минском уезде. Её украшал не только прекрасный сад, но и большой зоопарк и охотничьи павильоны. Расходы на их содержание сильно повредили финансовое состояние Бенедикта Тышкевича, который в итоге решил их ликвидировать.
Последние годы жизни Бенедикт Тышкевич провел на Лазурном берегу Франции, где и умер в 1935 году в возрасте 82 лет.
В 2009 году в Национальном музее истории и культуры в Минске состоялась выставка фотографий Бенедикта Тышкевича.

## Семья
Бенедикт Тышкевич в 1874 году в Бостоне женился на американке Кларе Елизавете Банкрофт (1853 — июль 1883), дочери Эдварда Банкрофта (1823—1865) и Клары Елизаветы Пибоди (1826—1882). У супругов было трое детей:
- Граф Бенедикт Ян Тышкевич-Логойский (9 октября 1875 — 18 февраля 1948), наследник Красного Двора, был женат на графине Розе Браницкой (1881—1953)
- Граф Эдвард Тышкевич-Логойский (23 апреля 1880 — 10 июля 1951), был женат на Адели Дембовской (1884—1940)
- Графиня Эльжбета-Мария Тышкевич-Логойская (9 декабря 1882 — 3 октября 1969), муж с 1903 года граф Станислав Витольд Платер-Зиберк (1875—1911).

Тышкевичи
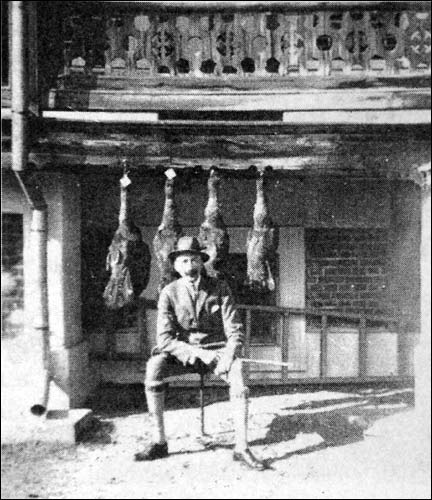
Автопортрет в Вялом
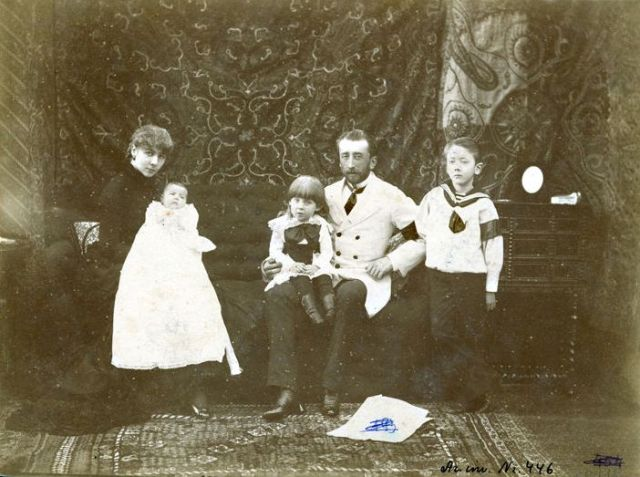
Семья Тышкевичей
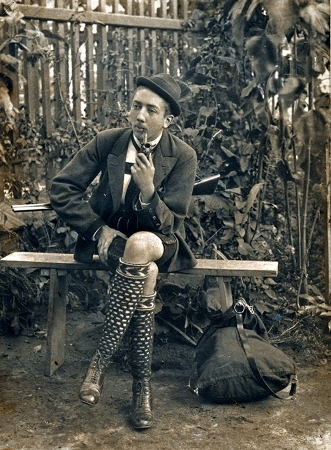
Старший сын Бенедикт Ян
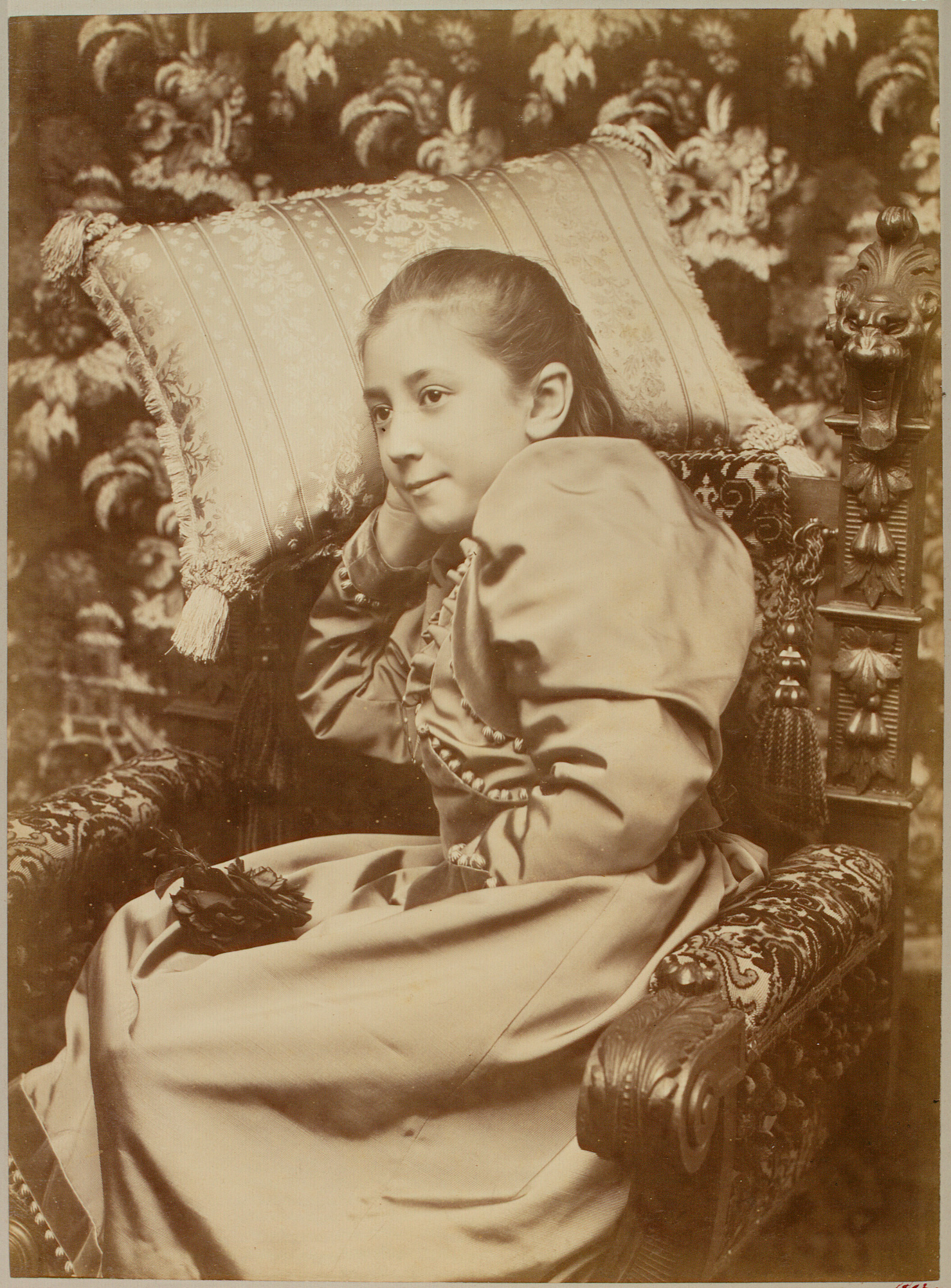
Дочь Эльжбета Мария

Крестьянский быт в Вялом
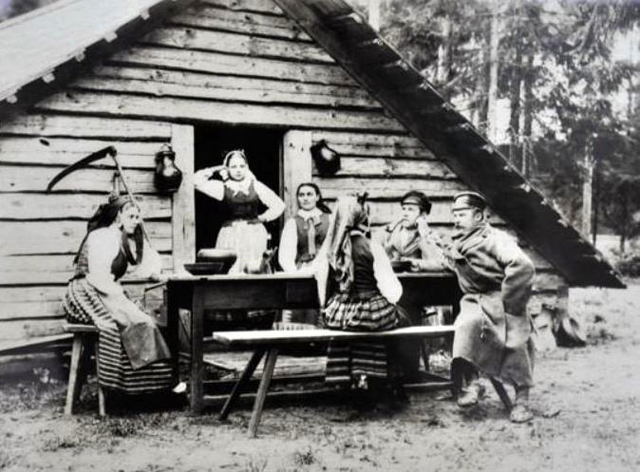
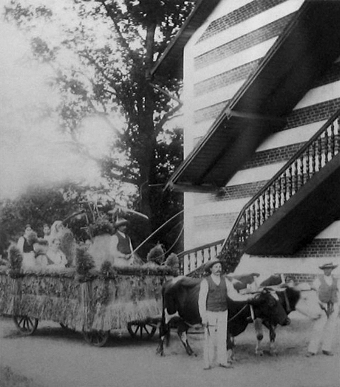
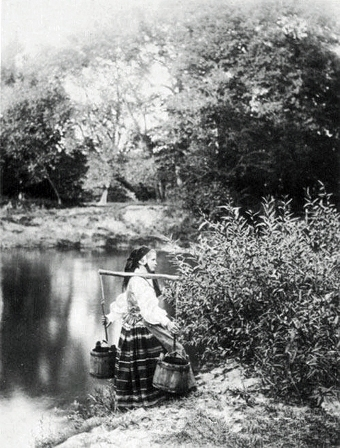
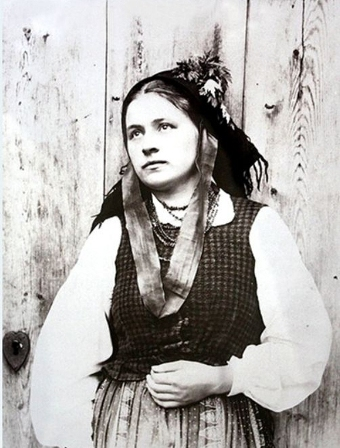